# Anthony Das Pilli
Anthony Das Pilli (ur. 24 sierpnia 1973 w Donakonda) – indyjski duchowny katolicki, biskup koadiutor Nellore od 2025.

## Życiorys

### Prezbiterat
Święcenia kapłańskie otrzymał 24 kwietnia 2000 i został inkardynowany do diecezji Nellore. Po święceniach został zastępcą sekretarza biskupiego, a następnie pracował duszpastersko w kilku parafiach diecezji (m.in. w Gudlur i w Chinthareddypalem). W latach 2008–2014 studiował w Rzymie, a po powrocie do kraju został rektorem niższego seminarium diecezjalnego. W 2017 objął stanowisko wychowawcy i wykładowcy w regionalnym seminarium w Hajdarabadzie.

### Episkopat
9 listopada 2024 papież Franciszek mianował go biskupem koadiutorem diecezji Nellore. Sakry biskupiej udzielił mu 9 stycznia 2025 kardynał Anthony Poola, współkonsekratorami byli biskupi Moses Doraboina Prakasam i Bhagyaiah Chinnabathini.